# Lista de treinadores que mais jogos comandaram clubes brasileiros
Este artigo traz uma lista de treinadores que mais jogos comandaram clubes brasileiros

## Tabela
| Equipe           | Treinador         | Nº Partidas | Período | Observações                                                   | Ref.   |
| ---------------- | ----------------- | ----------- | --- | ------------------------------------------------------------- | ------ |
| América-AM       | Amadeu Teixeira   |             | De 1955 a 2008 (53 anos)                                                                                    | Ele é o técnico que comandou um time por mais tempo no Brasil | [ 1 ]  |
| Santos           | Lula              | 967 jogos   | De 1954 a 1966                                                                                              |                                                               | [ 2 ]  |
| Flamengo         | Flávio Costa      | 796 jogos   | De 1934 a 1944 e 1963                                                                                       |                                                               | [ 3 ]  |
| Vasco da Gama    | Antônio Lopes     | 614 jogos   | De 1981 a 1983, 1985 a 1986, 1991, 1996 a 2000, 2002 a 2003 e 2008                                          |                                                               | [ 1 ]  |
| Palmeiras        | Osvaldo Brandão   | 587 jogos   | Em 1945 e de 1947 a 1948 / 1958 a 1960 / 1971 a 1975 / 1980                                                 |                                                               | [ 4 ]  |
| São Paulo        | Vicente Feola     | 555 jogos   | Em 1937 e de 1938 a 1939 / 1941 a 1942 / 1947 a 1950 / 1950 a 1951/ 1952 a 1953 / 1955 a 1957 / 1959 a 1960 |                                                               | [ 5 ]  |
| Fluminense       | Zezé Moreira      | 493 jogos   | De 1951 a 1954, 1958 a 1962 e 1973                                                                          |                                                               | [ 6 ]  |
| São Paulo        | Muricy Ramalho    | 476 jogos   | Em 1996 e de 1996 a 1997 / 2006 a 2009 / 2013 a 2015                                                        |                                                               |        |
| Corinthians      | Osvaldo Brandão   | 445 jogos   | De 1954 a 1957 / 1964 a 1966 / 1968 / 1974 a 1978 / 1980 a 1981                                             |                                                               | [ 7 ]  |
| Atlético Mineiro | Telê Santana      | 437 jogos   | De 1970 a 1976                                                                                              |                                                               | [ 8 ]  |
| Vasco da Gama    | Harry Welfare     | 433 jogos   | De 1926 a 1937, 1940 a 1941 e 1943                                                                          |                                                               | [ 1 ]  |
| São Paulo        | José Poy          | 427 jogos   | De 1964 a 1965 / 1971 / 1972 / 1973 a 1976 / 1982 a 1983                                                    |                                                               |        |
| Grêmio           | Renato Portaluppi | 423 jogos   | De 2010 a 2011, 2013, 2016 a 2021, 2022 até atualmente                                                      |                                                               | [ 9 ]  |
| São Paulo        | Telê Santana      | 410 jogos   | Em 1973 e de 1990 a 1996                                                                                    |                                                               | [ 10 ] |
| Vasco da Gama    | Flávio Costa      | 389 jogos   | De 1947 a 1951 e 1953 a 1956                                                                                |                                                               | [ 1 ]  |
| Cruzeiro         | Ilton Chaves      | 378 jogos   | De 1968 a 1969, 1970, 1970 a 1971, 1972 a 1975, 1979 a 1980 e 1983 a 1984                                   |                                                               | [ 11 ] |
| Internacional    | Abel Braga        | 367 jogos   | De 1988 a 1989, 1991, 1995, 2006 a 2007, 2007 a 2008, 2014 e 2020 a 2021                                    |                                                               | [ 12 ] |
| Palmeiras        | Abel Ferreira     | 328 jogos   | De 2020 até atualmente                                                                                      | 360 considerando a comissão técnica                           | [ 13 ] |